# ESET NOD32 Antivirus
ESET NOD32 es un programa antivirus desarrollado por la empresa ESET, de origen eslovaco. El producto está disponible para Windows, Linux, FreeBSD, Solaris, Novell y Mac OS X, y tiene versiones para estaciones de trabajo, dispositivos móviles (Windows Mobile y Symbian), servidores de archivos, servidores de correo electrónico, servidores gateway y una consola de administración remota.
ESET también cuenta con un producto llamado ESET Smart Security que además de todas las características de ESET NOD32, incluye un cortafuegos y un antispam.

## Historia
La primera versión de ESET NOD32 se publicó a principios de los años 90, bajo el nombre de NOD-iCE. A partir del desarrollo de los sistemas operativos de 32 bits, el antivirus cambió de nombre, tal como se conoce actualmente.
Desde noviembre de 2007 se encuentra disponible la versión 3.0 del producto, la cual modificó notablemente el funcionamiento e interfaz del producto respecto de las anteriores versiones simplificándolo. Se comienza a utilizar un mobi androide para personificar al producto.
En marzo de 2009 se publicó la versión 4, que modifica la interfaz a una no tan cargada de diseño, siendo más simple y fácil de usar. Enfocada para los usuarios con poca experiencia. 
Las versiones anteriores a la versión 4 de NOD32 al igual que de ESS presentan ciertas incompatibilidades de forma aislada con el SO Windows 7 pero solucionadas a través de las actualizaciones automáticas de sus módulos y mejorada así la compatibilidad con la versión 4.2 lanzada a principios del año 2010. Más tarde lanza la versión 6.0. Luego lanza su versión 7.0 y 8.0. Actualmente cuenta con la versión 10.0

## Motor
ESET NOD32 utiliza un motor llamado ThreatSense Technology que permite la detección en tiempo real amenazas no catalogadas,[cita requerida] analizando el código de ejecución en busca del chish malignas de alguna aplicación de malware. . Esto permite el análisis del código binario en tiempo de ejecución.

## Módulos
En las versiones previas a la 3.0, ESET NOD32 Antivirus contaba con un modelo modularizado, con componentes tales como AMON (Antivirus Monitor), DMON (Document Monitor), EMON (Email Monitor), IMON (Internet Monitor), etc.
Eso se modificó completamente en la versión 3.0, no existiendo más esa nomenclatura para los módulos del producto. Por ejemplo, el monitor residente del programa ahora se llama simplemente Protección antivirus y antiespía, reemplazando con el mismo a AMON y DMON. 
Dicha protección también incluye el monitoreo de los correos electrónicos y de internet que antes se diferenciaban bajo los módulos EMON e IMON, aunque desde la configuración es posible activar o desactivar por separado cada una de las partes.
Los módulos siguen existiendo dentro del programa, pero no se puede tener el acceso a ellos como se tenía en las versiones anteriores a la 3.0.
La versión 3.0 y posteriores del producto tiene una interfaz más amigable con respecto a las anteriores, e incluso varios modos de vista (simple o avanzado).
Desde la versión 3.0 de ESET NOD32 Antivirus, ESET también liberó su solución unificada de seguridad ESET Smart Security, que además del antivirus y antiespía, incluye antispam y cortafuegos personal.

## Ciclo de vida
Las versiones 2.7 de ESET NOD32 Antivirus dejaron de contar con soporte a partir de febrero del año 2010. Esto significa que dicha versión actualmente no cuenta con actualizaciones ni soporte. 
Las versiones de Eset anteriores a la versión 6 para el hogar (Smart Security y antivirus) han cesado su soporte.